# Ralf Schumacher
Ralf Schumacher (rođen u Hürth-Hermülheim, nedaleko od Kölna 30. lipnja 1975.) je bivši vozač Formule 1 i DTM prvenstva. Mlađi je brat sedmerostrukog svjetskog prvaka u Formuli 1 Michaela Schumachera.

## Mladost
Počeo je već s 3 godine vozeći karting utrke protiv šest godina starijeg brata Michaela na privatnoj stazi koju je vodio njihov otac Rolf Schumacher u njihovom rodnom Kerpenu. Učeći te svoje prve karting korake kroz godine kada je već Michael bio u jačim formulama, Ralf je s obzirom na poveću dobnu razliku u odnosu na brata vrlo rano svladao svu tehniku vožnje i uvijek je u velikom bratu vidio svog jedinog pravog istinskog idola. Prvu službenu karting utrku odvezao je u dobi od 7. godina, a 1991. god. osvaja NRW Kart-Pokal i Kart-Gold-Cup i postaje njemački juniorski prvak u kartingu. 1992. god. osvaja drugo mjesto. 
U srpnju 1992. god. Ralf je odvezao prvu službenu utrku BMW ADAC Formula Junior na stazi Norisring u Nürnbergu, a godinu kasnije (1993.) osvaja drugo mjesto. 1994. vozi u njemačkoj Formuli 3 i osvaja 3. mjesto, a 1995. sezonu završava kao drugi u ukupnom poretku, a posebno se ističe pobjeda na prestižnoj uličnoj utrci u Macau. Godine 1996. osvaja naslov u japanskoj Formuli Nippon s dvije pobjede, a također paralelno je iste godine vozio japansko GT prvenstvo koje je završio kao drugi. Također, te godine vozi prvi put i bolid Formule 1 (McLaren-Mercedes) i postaje biti njihov test-vozač.

## Karijera u Formuli 1

### Jordan
Ralf je u Formuli 1 debitirao 9. ožujka 1997. godine na VN Australije u Melbourneu za momčad Jordan-Peugeot, a svoje prve bodove (4 boda) ostvaruje završivši već u trećem nastupu utrku na podiju na VN Argentine 13. travnja 1997. Bilježi sjajne borbe na stazi sa suparnicima, ali i nekoliko sudara u koje je bio uključen. Jedan od njih je imao s momčadskim kolegom Giancarlom Fisichellom na VN Argentine zbog kojeg su između njih proizašle trzavice i nekominikativnost, a drugi također isto s Fisichellom kada je u njihovoj borbi stradao i Ralfov stariji brat Michael i to pred domaćom publikom na njemačkoj stazi u Nurburgringu. Bilježi sjajne vožnje na kišnom Monte Karlu kao debitant, ali na kraju ipak biva biti žrtva ograde koja taj dan nije nikog štedila. Kada ga je bolid služio Ralf je vadio maksimum iz njega, ali to je nažalost bio jak rijedak slučaj. Krajem sezone gubi na formi i Fisichella ga prelazi u osvojenim bodovima. Osvaja ukupno 13 bodova i to je bilo dovoljno za tek 11 mjesto u poretku.
Godine 1998. momčad Jordan prelazi na Mugen-Hondu, a u momčad dolazi i bivši svjetski prvak Damon Hill. Najbolji rezultat postižu obojica ostvarivši dvosturku pobjedu na VN Belgije na kontroverznoj kišnoj utrci. Sezona je bila relativno slaba i prvi bod osvaja tek na devetoj utrci sezone na VN Velike Britanije. U vikendu kada se vozila VN Italije Ralf objavljuje da će 1999. voziti za Williams i da očekuje bolje dane i bolje rezutate u svojoj karijeri nakon dvije godine učenja u Jordanu. Sezonu je završio s ukupno 14 bodova što je bilo dovoljno za tek 10 mjesto.

### Williams
Debi utrka za Williams je počela sjajno ostvarivši već prvi podij na VN Australije. Kako je konačno vozio za dokazane u prošlosti svjetske prvake momčad Williamsa Ralf se konačno mogao suprotstaviti i najjačima na stazi. Bio je prvi vozač koji bi mogao ugrabiti pobjedu ako bi vodeča četvorka vozača imala loš dan. To se skoro dogodilo na VN Europe na njegovom domaćem Nurburgringu, ali nažalost i Ralf je imao loš dan te ga je puknuta guma tog dana koštala pobjede. Ostvario je ukupno tri podiaj i svih svojih osvojenih 35 bodova bili su i Williamsovi jer je Ralf jedni osvojio bodove za Williams te sezone. Sezonu završava na 6. mjestu s 35 bodova odmah iza brata Michaela koji je bio odsutan iz utrka jedan dio sezone radi nesreće na VN Velike Britanije na Silverstoneu kada je polomio desnu nogu.
Sezona 2000. počela je dosta dobro već s osvojenim trećim mjestom u Melbourneu, prvoj stanici te sezone, ali nastavila se poprilično frustriirajuće. Previše mehaničkih problema u povratničkoj sezoni za BMW učinili su sezonu za Williams ništa drugo nego samo običnu na kojoj se početničke greške moraju svladati. Sezonu završava na 5. mjestu s 24 boda.
Na VN San Marina 15. travnja 2001. konačno dolazi do svoje prve pobjede a kako to ne bi ispalo da se slučajno dogodilo Ralf isto ponavlja na VN Kanade (kada pobjeđuje u izravnom dvoboju protiv starijeg brata) i pred domaćom publikom na VN Njemačke. Dan nakon 26. rođendana, 1. srpnja 2001. na kvalifikacijama za VN Francuske ostvaruje svoju prvo startno mjesto. Deklasirao je debitanta u F1 i novog timskog kolegu pridošlicu iz američke CART serije Juana Pabla Montoyu. Sezonu završava na 4. mjestu s 49 bodova.
2002. godine ponovo pobjeđuje na već drugoj utrci sezone na VN Malezije što na kraju biva jedina pobjeda Williamsa te sezone. Sezona je obilježena s nevjerojatnom dominacijom starijeg brata Michaela i Ferrarija, a ući će i u povijest kao posljednja sezona s starim sustavom bodovanja (10, 6, 4, 3, 2, 1).
2003. godine je Ralf u svojim rukama imao najjači bolid u svojoj karijeri s kojim je bio u stanju da se bori čak i za naslov prvaka. Bolid Williams-BMW-a te je sezone u pojedinim njezinim utrkama bio najjači bolid i Ralf je sredinom sezone zabilježio dvije pobjede zaredom : VN Europe i VN Francuske. Kako se približavao njezin kraj i završna borba Ralf je bio u poziciji da se bori za naslov prvaka, ali nesreća na testiranjima u Monzi uoči VN Italije udaljila ga je od utrkivanja tog vikenda i za Ralfa je sezona praktički bila izgubljena. Unatoč nesreći, Ralf je fizički bio spreman za utrku, nije imao nikakve teške ozljede, ali teška glavobolja tog vikenda za vrijeme održavanja utrke u Monzi je bila previše izražena da bi Ralf bio 100% spreman. Sezonu završava na 5. mjestu s 58 bodova.
Sezona 2004. je sezona koju bi Ralf najradio zaboravio. Njegov Williams s čudnim prednjim dijelom bolida nazvanim Čudnovati kljunaš te sezone nije bio niti sjena onom modelu od godine ranije, a nesreća na VN Sjedinjenih Američkih Država je skoro i okončala njegovu karijeru. Udario je u zaštitni zid pri maksimalnoj mogućoj brzini na ovalu Indianapolisa što je bilo prouzročeno puknućem stražnje lijeve gume prilikom koje se je par puta izvrtio te je rotirajući udario u zid sa stražnjim krajem bolida. Silina udarca bila je toliko jaka da je Ralfu napuknuo jedan kralježak. Težak udes udaljio ga je od utrka na 3 mj. pauze, a vraća se na VN Kine i to u dobroj formi. Sudar s neopreznim Coulthardom ga košta odustajanja s 4. pozicije, a na VN Japana dolazi do drugog mjesta odmah iza brata Michaela. Na posljednjoj utrci sezone kišnoj VN Brazila s lošom startnom pozicijom dolazi do sjajnog 5 mjesta. Bila je to posljednja utrka koju je vozio za Williams. Te je sezone od 12 odveženih utrka završio na 9. mjestu s 24 boda. Tokom sezone znalo se već da su Ralfu u Williamsu dani odbrojani i da 2005. godine više neće voziti za njih. Ralf okreće novu stranicu u životu i potpisuje za Toyotu.

### Toyota
2005. godine prelazi u Toyotu. U prvih 12 utrka biva deklasiran od Jarna Trulija. S vrlo sporom prilagodbom na Toyotin bolid osvaja dva treća mjesta krajem sezone na VN Mađarske i VN Kine, a na VN Belgije skoro pobjeđuje. Mizerna greška ekipe s odlukom oko preranog izlaska s gumama za suho na mokru stazu Ralfa bacaju na 7. mjesto ostvareno na toj utrci. Na posljednje tri utrke Toyota je ušla s novim modelom bolida koji je bio prilagođen Ralfovom stilu vožnje što mu je pomoglo da na kraju bude bolji Toyotin vozač i prestigne Trullija za 2 boda. Taj novi model bolida donio mu je i prvo startno mjesto na VN Japana. Sezonu je završio na 6. mjestu s 45 bodova.
2006. godine nastavlja s Toyotom, a sezona nije bila niti približno ista kao godinu prije. S mnogobrojim problemima oko prilagodbe bolida na nove Bridgestone gume, a i novi V8 motor Toyote također nije se pokazao onakvim kakvim su ga neki okarakterizirali. Motor je bio totalna suprotnos motoru iz 2005. god. koji je bio jedan od najpouzdanijih te sezone. Mnogobrojna odustajanja zbog raznih kvarova, sve je ukazivalo da to nije bolid kakvog Ralf treba s kojim bi mogao pobijediti. Jedini podij na VN Australije (treće mjesto) bio je najveći Ralfov rezultat te sezone. Sezonu završava na 10. mjestu s 20 bodova.
2007. sezona bila je još slabija od prethodne, a sve je bilo uvjetovano s novom specifikacijom Bridgestone guma za 2007. sezonu koje momčad Toyote nije nikako mogla dobro prilagoditi šasiji, a Ralf je tokom sezone također ponovo imao poteškoće s prilagodbom na bolid i ponovno su se ponavljale poteškoće kao i 2005. Ralf se čitavu sezonu, umjesto da se bori protiv suparnika na stazi, borio s neposloženim bolidom po svom stilu vožnje i stvarao se problem za problemom. Priče o produljenju ugovora s Toyotom odgađale su se do daljnjega te su počele kružiti glasine o Ralfovom sigurnom prelasku u drugi team. Najspominjanija momčad je bila Toro Rossa, no ona je u međuvremenu postala biti zauzeta. Najbolje rezultate postiže na VN Australije, VN Kanade (8 mjesto) i VN Mađarske (6 mjesto) iz kojih ukupno osvaja mizernih 5 bodova koja su bila dovoljna za tek 16. mjesto u ukupnom poretku vozača.
Ralf je još ranije u sezoni obećao svojim navijačima da će se natjecati u F1 i dogodine i da ima nekoliko opcija za sezonu 2008. Dan nakon VN Japana i uoči zadnje dvije utrke u sezoni Ralf sam objavljuje vijest o napuštanju Toyotine momčadi krajem sezone i okretanju ka novim izazovima.

### Pobjede na Velikim nagradama F1
Pobijedio je na 6 utrka, a 27 puta je bio na postolju.
| #  | Sezona | Velika nagrada            | Staza          | Momčad       |
| -- | ------ | ------------------------- | -------------- | ------------ |
| 1. | 2001.  | Velika nagrada San Marina | Imola          | Williams-BMW |
| 2. | 2001.  | Velika nagrada Kanade     | Montreal       | Williams-BMW |
| 3. | 2001.  | Velika nagrada Njemačke   | Hockenheimring | Williams-BMW |
| 4. | 2002.  | Velika nagrada Malezije   | Sepang         | Williams-BMW |
| 5. | 2003.  | Velika nagrada Europe     | Nürburgring    | Williams-BMW |
| 6. | 2003.  | Velika nagrada Francuske  | Magny-Cours    | Williams-BMW |

## DTM
U siječnju 2008. počinje testirati Mercedesov bolid DTM serije na Portugalskoj stazi u Estorilu, te još jedan test ponavlja kasnije tokom veljače kada krajem mjeseca objavljuje vijest da će se u 2008. godini natjecati u toj seriji s godinu dana starijim modelom AMG-Mercedes C-Klasse.
U svojoj prvoj sezoni u DTM-u Ralf nije očekivao nikakve velike rezultate i naglašavao je kako je ova prva sezona za njega tek sezona učenja i privikavanja na novo natjecanje i novi bolid. Sezonu je završio na 14. poziciji u ukupnoj konkurenciji od 19 vozača s 3 osvojena boda. 
2009. započinje s velikom neizvješnošću oko nastavka utrkivanja u DTM seriji, ali ipak sve je vrlo brzo demantirano i Ralf u veljači potpisiva novi ugovor. U novoj sezoni Ralf će voziti najnoviji Mercedesov bolid i kako kaže; pred sebe stavlja novi izazov jer s novim bolidom očekuje i bolje rezultate.

## Privatni život
U listopadu 2001. g. Ralf se oženio s Carolinom Brinkmann, bivšim foto-modelom, a također u isto vrijeme rodio im se i sin David (23. listopada 2001. g.)
Danas žive u Salzburgu, a vlasnik je i jedne kuće u Oprtlju u Istri.

## Postignuća

### Sažetak karijere
| Godina | Kategorija                | Momčad                   | Utrke | Prva startna mjesta | Pobjede | Bodovi | Poredak |
| ------ | ------------------------- | ------------------------ | ----- | ------------------- | ------- | ------ | ------- |
| 1992.  | Formula BMW Junior        | ?                        | ?     | ?                   | ?       | 66     | 6.      |
| 1993.  | Formula BMW Junior        | ?                        | ?     | ?                   | ?       | ?      | 2.      |
| 1994.  | German Formula Three      | Opel Team WTS            | 19    | 2                   | 1       | 158    | 3.      |
| 1994.  | Macau Grand Prix          | Mild Seven WTS Racing    | 1     | 0                   | 0       | –      | 4.      |
| 1994.  | Grand Prix de Monaco F3   | Opel Team WTS            | 1     | 0                   | 0       | –      | 15.     |
| 1994.  | Masters of Formula 3      | WTS Motorsport           | 1     | 0                   | 0       | –      | 30.     |
| 1995.  | German Formula 3          | Opel Team WTS            | 15    | 2                   | 3       | 171    | 2.      |
| 1995.  | Macau Grand Prix          | Mild Seven Opel Team WTS | 1     | 1                   | 1       | –      | 1.      |
| 1995.  | Grand Prix de Monaco F3   | Opel Team WTS            | 1     | 0                   | 0       | –      | 2.      |
| 1995.  | Masters of Formula 3      | WTS Motorsport           | 1     | 1                   | 0       | –      | 2.      |
| 1996.  | Formula Nippon            | X Japan Team Le Mans     | 10    | 2                   | 3       | 40     | 1.      |
| 1996.  | All-Japan GT Championship | Team Lark                | 6     | 4                   | 3       | 60     | 2.      |
| 1997.  | Formula 1                 | B&H Total Jordan Peugeot | 17    | 0                   | 0       | 13     | 11.     |
| 1997.  | FIA GT Championship       | AMG Mercedes             | 1     | 0                   | 0       | 2      | 29.     |
| 1998.  | Formula 1                 | Benson & Hedges Jordan   | 16    | 0                   | 0       | 14     | 10.     |
| 1999.  | Formula 1                 | Winfield Williams        | 16    | 0                   | 0       | 35     | 6.      |
| 2000.  | Formula 1                 | BMW Williams F1 Team     | 17    | 0                   | 0       | 24     | 5.      |
| 2001.  | Formula 1                 | BMW Williams F1 Team     | 17    | 1                   | 3       | 49     | 4.      |
| 2002.  | Formula 1                 | BMW Williams F1 Team     | 17    | 0                   | 1       | 42     | 4.      |
| 2003.  | Formula 1                 | BMW Williams F1 Team     | 15    | 3                   | 2       | 58     | 5.      |
| 2004.  | Formula 1                 | BMW Williams F1 Team     | 12    | 1                   | 0       | 24     | 9.      |
| 2005.  | Formula 1                 | Panasonic Toyota Racing  | 18    | 1                   | 0       | 45     | 6.      |
| 2006.  | Formula 1                 | Panasonic Toyota Racing  | 18    | 0                   | 0       | 20     | 10.     |
| 2007.  | Formula 1                 | Panasonic Toyota Racing  | 17    | 0                   | 0       | 5      | 16.     |
| 2008.  | DTM                       | Mücke Motorsport         | 11    | 0                   | 0       | 3      | 14.     |
| 2009.  | DTM                       | HWA Team                 | 10    | 0                   | 0       | 9      | 11.     |
| 2010.  | DTM                       | HWA Team                 | 11    | 1                   | 0       | 3      | 14.     |
| 2011.  | DTM                       | HWA Team                 | 10    | 0                   | 0       | 21     | 8.      |
| 2012.  | DTM                       | HWA Team                 | 10    | 0                   | 0       | 10     | 17.     |

### Potpuni popis rezultata u Formuli 1
(legenda) (Utrke označene debelim slovima označuju najbolju startnu poziciju) (Utrke označene kosim slovima označuju najbrži krug utrke)
| Godina | Konstruktor / Momčad                      | 1.      | 2.      | 3.      | 4.      | 5.      | 6.      | 7.      | 8.      | 9.      | 10.     | 11.     | 12.     | 13.     | 14.     | 15.     | 16.     | 17.     | 18.     | 19.   | Bodovi | Poredak |
| ------ | ----------------------------------------- | ------- | ------- | ------- | ------- | ------- | ------- | ------- | ------- | ------- | ------- | ------- | ------- | ------- | ------- | ------- | ------- | ------- | ------- | ----- | ------ | ------- |
| 1997.  | Jordan-Peugeot B&H Total Jordan Peugeot   | AUS Ret | BRA Ret | ARG 3   | SMR Ret | MCO Ret | ŠPA Ret | CAN Ret | FRA 6   | GBR 5   | GER 5   | HUN 5   | BEL Ret | ITA Ret | AUT 5   | LUX Ret | JPN 9   | EUR Ret |         |       | 13     | 11.     |
| 1998.  | Jordan-Mugen Honda Benson & Hedges Jordan | AUS Ret | BRA Ret | ARG Ret | SMR 7   | ŠPA 11  | MCO Ret | CAN Ret | FRA 16  | GBR 6   | AUT 5   | GER 6   | HUN 9   | BEL 2   | ITA 3   | LUX Ret | JPN Ret |         |         |       | 14     | 10.     |
| 1999.  | Williams-Supertec Winfield Williams       | AUS 3   | BRA 4   | SMR Ret | MCO Ret | ŠPA 5   | CAN 4   | FRA 4   | GBR 3   | AUT Ret | GER 4   | HUN 9   | BEL 5   | ITA 2   | EUR 4   | MYS Ret | JPN 5   |         |         |       | 35     | 6.      |
| 2000.  | Williams-BMW BMW Williams F1 Team         | AUS 3   | BRA 5   | SMR Ret | GBR 4   | ŠPA 4   | EUR Ret | MCO Ret | CAN 14  | FRA 5   | AUT Ret | GER 7   | HUN 5   | BEL 3   | ITA 3   | SAD Ret | JPN Ret | MYS Ret |         |       | 24     | 5.      |
| 2001.  | Williams-BMW BMW Williams F1 Team         | AUS Ret | MYS 5   | BRA Ret | SMR 1   | ŠPA Ret | AUT Ret | MCO Ret | CAN 1   | EUR 4   | FRA 2   | GBR Ret | GER 1   | HUN 4   | BEL 7   | ITA 3   | SAD Ret | JPN 6   |         |       | 49     | 4.      |
| 2002.  | Williams-BMW BMW Williams F1 Team         | AUS Ret | MYS 1   | BRA 2   | SMR 3   | ŠPA 11  | AUT 4   | MCO 3   | CAN 7   | EUR 4   | GBR 8   | FRA 5   | GER 3   | HUN 3   | BEL 5   | ITA Ret | SAD 16  | JPN 11  |         |       | 42     | 4.      |
| 2003.  | Williams-BMW BMW Williams F1 Team         | AUS 8   | MYS 4   | BRA 7   | SMR 4   | ŠPA 5   | AUT 6   | MCO 4   | CAN 2   | EUR 1   | FRA 1   | GBR 9   | GER Ret | HUN 4   | ITA INJ | SAD Ret | JPN 12  |         |         |       | 58     | 5.      |
| 2004.  | Williams-BMW BMW Williams F1 Team         | AUS 4   | MYS Ret | BHR 7   | SMR 7   | ŠPA 6   | MCO 10  | EUR Ret | CAN DSQ | SAD Ret | FRA INJ | GBR INJ | GER INJ | HUN INJ | BEL INJ | ITA INJ | CHN Ret | JPN 2   | BRA 5   |       | 24     | 9.      |
| 2005.  | Toyota Panasonic Toyota Racing            | AUS 12  | MYS 5   | BHR 4   | SMR 9   | ŠPA 4   | MCO 6   | EUR Ret | CAN 6   | SAD DNS | FRA 7   | GBR 8   | GER 6   | HUN 3   | TUR 12  | ITA 6   | BEL 7   | BRA 8   | JPN 8   | CHN 3 | 45     | 6.      |
| 2006.  | Toyota Panasonic Toyota Racing            | BHR 14  | MYS 8   | AUS 3   | SMR 9   | EUR Ret | ŠPA Ret | MCO 8   | GBR Ret | CAN Ret | SAD Ret | FRA 4   | GER 9   | HUN 6   | TUR 7   | ITA 15  | CHN Ret | JPN 7   | BRA Ret |       | 20     | 10.     |
| 2007.  | Toyota Panasonic Toyota Racing            | AUS 8   | MYS 15  | BHR 12  | ŠPA Ret | MCO 16  | CAN 8   | SAD Ret | FRA 10  | GBR Ret | EUR Ret | HUN 6   | TUR 12  | ITA 15  | BEL 10  | JPN Ret | CHN Ret | BRA 11  |         |       | 5      | 16.     |

## Vanjske poveznice
- Službena stranica Ralfa Schumachera

- Formula 1 profil Ralfa Schumachera
- RS Kart & Bowl